# Model Railroader
 (octobre 2023).
Si vous disposez d'ouvrages ou d'articles de référence ou si vous connaissez des sites web de qualité traitant du thème abordé ici, merci de compléter l'article en donnant les références utiles à sa vérifiabilité et en les liant à la section « Notes et références ».
Model Railroader (abrégé en MR) est un magazine américain traitant du modélisme ferroviaire. Fondé en 1934 par Al C. Kalmbach (en), ce magazine est le plus ancien consacré aux trains miniatures. Son siège est à Milwaukee, dans l'État du Wisconsin, aux États-Unis.
Début mai 2024, Kalmbach Publishing, propriétaire historique de la revue, annonce la vente de l'ensemble de ses titres liés au chemin de fer à Firecrown Media, incluant Model Railroader,. 

## Ligne éditoriale
La ligne éditoriale de Model Railroader se veut généraliste : les différentes rubriques de la revue (nouveautés, réseaux modèles, techniques et tests de nouveaux produits) sont faites pour toutes les échelles et toutes les époques. À chaque parution, un supplément en ligne est mis à disposition des abonnés (compléments d'articles, accès à la base de données des plans de réseaux miniatures...). 
Au cours de l'année sont publiés des hors-série documentaires consacrés à un aspect particulier du chemin de fer ou du modélisme (Great Model Railroads, Track Plans for Model Railroaders...).

## Tirage
- 1993 : 224389 (pic maximal[2])
- 2023 : 69726[2]